# Aldo Massasso
Aldo Massasso (Montegrosso d'Asti, 25 maggio 1933 – Roma, 11 ottobre 2013) è stato un attore italiano.

## Biografia
Attore attivo fin dagli anni sessanta, iniziò il suo percorso in teatro al Teatro Stabile di Torino alla fine degli anni cinquanta. La sua attività professionale ha spaziato in tutti i campi dello spettacolo, dal teatro al cinema, dalla radio alla televisione. È stato attore e direttore di doppiaggio, adattatore e dialoghista cinematografico. È stato uno dei protagonisti nei convegni organizzati dalla Società Attori Italiani (a Cesenatico nel 1968 e a Fiuggi nel 1971). 
A partire dagli anni sessanta collaborò con la Società Attori Italiani prima e col Sindacato Attori Italiani poi, facendo parte della Segreteria Nazionale. Fu designato negli anni ottanta a rappresentare la categoria degli attori nell'ambito della Commissione Centrale per la Cinematografia.
Rilevante la sua attività nel campo teatrale. Particolare attenzione va data alla sua attività professionale a Latina negli anni che vanno dal 1990 al 1994, sia per quanto riguarda la produzione con la sua compagnia “Latina Teatro”, affiancato dalla moglie Laura Ambesi, sia per la formazione teatrale, con la collaborazione del regista Walter Manfrè, di attori e attrici.
Negli ultimi anni ha offerto la sua consulenza, per il settore cinematografico e per il doppiaggio, al Forum Artisti Interpreti FISTel CISL sempre collaborando con l'attore e sindacalista Tonino Pavan.

## Filmografia

### Cinema
- Obiettivo ragazze, regia di Mario Mattoli (1963)
- Una prostituta al servizio del pubblico e in regola con le leggi dello stato, regia di Italo Zingarelli (1970)
- Amore e ginnastica, regia di Luigi Filippo D'Amico (1973)
- Non si deve profanare il sonno dei morti, regia di Jorge Grau (1974)
- Morte sospetta di una minorenne, regia di Sergio Martino (1975)
- La segretaria privata di mio padre, regia di Mariano Laurenti (1976)
- Roma, l'altra faccia della violenza, regia di Marino Girolami (1976)
- La madama, regia di Duccio Tessari (1976)
- Contronatura, regia di Amasi Damiani (1976)
- La sposina, regia di Sergio Bergonzelli (1976)
- Fate la nanna coscine di pollo, regia di Amasi Damiani (1977)
- Spell (Dolce mattatoio), regia di Alberto Cavallone (1977)
- Il cinico, l'infame, il violento, regia di Umberto Lenzi (1977)
- La regia è finita, regia di Amasi Damiani (1977)
- Il grande attacco, regia di Umberto Lenzi (1978)
- L'anno dei gatti, regia di Amasi Damiani (1978)
- Razza selvaggia, regia di Pasquale Squitieri (1979)
- La liceale al mare con l'amica di papà, regia di Marino Girolami (1980)
- Luca il contrabbandiere, regia di Lucio Fulci (1980)
- Vai avanti tu che mi vien da ridere, regia di Giorgio Capitani (1982)
- 7 chili in 7 giorni, regia di Luca Verdone (1986)
- Una storia importante, regia di Amasi Damiani (1988)
- Via Lattea... la prima a destra, regia di Ninì Grassia (1989)
- Diritto di vivere, regia di Stefano Arquila (1989)
- Palermo Milano solo andata, regia di Claudio Fragasso (1995)
- Segreto di stato, regia di Giuseppe Ferrara (1995)
- Io e il re, regia di Lucio Gaudino (1995)
- Italiani, regia di Maurizio Ponzi (1996)
- Ultimo bersaglio, regia di Andrea Frezza (1997)
- M.D.C. - Maschera di cera, regia di Sergio Stivaletti (1997)
- Fratelli coltelli, regia di Maurizio Ponzi (1997)
- Volare!, regia di Vittorio De Sisti (1997)
- Il fantasma dell'Opera, regia di Dario Argento (1998)
- Mashamal - Ritorno al deserto, regia di Paolo Fondato (1998)
- Terra bruciata, regia di Fabio Segatori (1999)
- Il popolo degli uccelli, regia di Rocco Cesareo (1999)
- Non ho sonno, regia di Dario Argento (2001)
- Una vita violata, regia di Riccardo Sesani (2009)
- La bestia nel cuore, regia di Cristina Comencini (2011)

### Televisione
- Una tragedia americana, regia di Anton Giulio Majano – miniserie TV (1962)
- Le inchieste del commissario Maigret – serie TV (1965)
- Caravaggio, regia di Silverio Blasi – miniserie TV (1967)
- Vita di Cavour, regia di Piero Schivazappa – miniserie TV (1967)
- La donna di quadri, regia di Leonardo Cortese – miniserie TV (1968)
- Giocando a golf una mattina, regia di Daniele D'Anza – miniserie TV (1969)
- Detective Story – film TV (1970)
- Oltre il duemila, regia di Piero Nelli – miniserie TV (1971)
- La carriera – miniserie TV (1973)
- Qui squadra mobile – serie TV (1973)
- Murat, regia di Silverio Blasi – miniserie TV (1975)
- Lo scandalo della banca romana, regia di Luigi Perelli – miniserie TV (1977)
- Processo a Maria Tarnowska – miniserie TV (1977)
- Delitto in piazza, regia di Nanni Fabbri – miniserie TV (1980)
- Nemici per la pelle – serie TV (1980)
- Ricomincio da me, regia di Rossella Izzo – miniserie TV (2005)
- Provaci ancora prof! – serie TV (2007)
- Fratelli detective – serie TV, 1 episodio (2011)

## Doppiaggio
- Mel Ferrer ne Il ritorno del capitano Nemo
- Dehl Berti in Paradise
- Hoyt Axton in L'alba di Dallas
- John Marley in La macchina nera
- Gordon Jackson ne I Professionals
- Kevin Conway in La rabbia degli angeli
- Cláudio Mamberti in La bottega dei miracoli
- Enrique Lizalde in Gli anni passano
- Jiro Shirai in Guerre fra galassie